# Hà Nhậm Đại
Hà Nhậm Đại (chữ Hán: 何任大, 1525 - ?), hiệu Hoằng Phủ, tự Lập Pha; là quan nhà Mạc và là nhà thơ Việt Nam ở thế kỷ 16.

## Tiểu sử
Ông là người xã Bình Sơn, huyện Lập Thạch, tỉnh Vĩnh Yên (nay là tỉnh Vĩnh Phúc).
Năm Giáp Tuất (1574), đời Mạc Mậu Hợp, Hà Nhậm Đại thi đỗ Tiến sĩ lúc 49 tuổi, làm quan trải đến chức Thượng thư bộ Lễ. Anh ông là Hà Nhậm Vọng cũng thi đỗ Tiến sĩ triều Mạc (1535) .
Hà Nhậm Đại mất năm nào không rõ.

## Tác phẩm
Tác phẩm của Hà Nhậm Đại có Khiếu vịnh thi tập (Tập thơ ca vịnh), còn gọi là Lê triều khiếu vịnh thi tập (Tập thơ ca vịnh dưới triều Lê), 2 quyển, làm "theo thơ vịnh sử của Đặng Thoát Hiên" (tức Đặng Minh Khiêm), đề vịnh công thần, võ tướng, danh nho, tiết nghĩa, sứ thần..., từ Lê Thái Tổ (Lê Lợi) đến Lê Cung Đế, gồm 106 bài thơ chữ Hán thể thất ngôn, tuyệt cú, mỗi bài vịnh một nhân vật, bài Tựa viết năm 1590.
Ông nối tiếp thể vịnh sử của Đặng Minh Khiêm, "nêu những sự tích triều Lê đáng để khuyên răn" (Tựa), nhằm giáo huấn người đời theo đạo đức chính thống. Tác giả tự hào về anh hùng hào kiệt trong cuộc khởi nghĩa Lam Sơn, các nhà văn hoá, nhà kinh bang tế thế có công dựng nước, an dân, các sứ thần làm trọn mệnh vua, rạng rỡ uy nước. Là bầy tôi nhà Mạc, Hà Nhậm Đại nhận định các nhân vật triều Lê sơ có phần xác đáng mặc dù "khí phách âm điệu trong thơ ông không bằng Đặng Thoát Hiên" (Lê Quý Đôn) .
Trong quyển Văn học thế kỷ XV-XVII do PGS.TS Trần Thị Băng Thanh làm chủ biên (xuất bản năm 2004), thơ ông được tuyển giới thiệu 20 bài.

## Sách tham khảo
- Bùi Duy Tân, mục từ "Hà Nhậm Đại" trong Từ điển văn học (bộ mới). Nhà xuất bản Thế giới, 2004.
- Trần Văn Giáp, Tìm hiểu kho sách Hán Nôm, Nhà xuất bản Khoa học xã hội, Hà Nội, 2003.